# Погребняк Юрій Анатолійович
Юрій Анатолійович Погребняк (нар. 22 червня 1959, Луганськ, УРСР) — радянський футболіст та український тренер, півзахисник.

## Кар'єра гравця
Футбольну кар'єру розпочав в аматорському клубі «Хімік» (Рубіжне). Потім виступав у київському СКА.. Востаннє як футболіст виходив на поле в складі «Ниви» (Сватове).

## Кар'єра тренера
З 1983 року працював граючим тренером команди «Нива» (Сватове), з якої за два роки посідав друге й перше місце в чемпіонаті області. Після Сватове працював у луганській «Зорі» тренером-селекціонером і адміністратором.
У 1990 році стояв біля витоків створення футбольної команди «Динамо» (Луганськ). У той час в обласному центрі працювали дві футбольні школи, які випускали щорічно десятки юних футболістів, не всі з яких потрапляли в «Зорю». Тоді на базі спортивного клубу «Лугань» спеціалізованого ремонтно-будівельного підприємства «Світлофор» УВС Луганської області була організована футбольна команда «Динамо». Під керівництвом Погребняка команда виграла обласну першість, потім зайняла перше місце у відбірковому турнірі для визначення команд-учасниць республіканського чемпіонату. У сезоні 1992/93 років посіла друге місце в перехідній лізі. У сезоні 1993/94 років фінішували на 7-му в другій лізі, в наступному — на третьому. У 1995 році через фінансові проблем була розформована.
Луганчани на чолі з Юрієм Погребняком всім складом перейшли в маріупольський «Азовець», з яким вони вийшли з другої ліги до першої, а потім транзитом і у вищу. Після третього матчу дебютного сезону у вищій лізі Погребняк був звільнений через скандал з побиттям суддів. Після закінчення матчу проти полтавської «Ворскли», програного маріупольцями 2:5, суддівська бригада разом з інспектором зустрічі Євгеном Лемешко в очікуванні ранкового вильоту до Києва переночувала у відомчому готелі. Близько четвертої ранку в кімнату, де відпочивали суддя Вадим Шевченко і його асистент Олександр Козаченко, увійшли четверо на чолі Юрієм Погребняком. Після словесних перепалок суддів били близько двадцяти хвилин. Злочинців зупинив черговий по готелю, який почув шум і викликав міліцію. 15 липня 1997 року на засіданні бюро ПФЛ було прийнято рішення оштрафувати клуб на 5000 доларів, а Погребняка дискваліфікувати довічно. Через деякий час довічне покарання було замінено тимчасовим, і він продовжив працювати.
Після Маріуполя Погребняк працював в Росії в сочинській «Жемчужині» асистентом Анатолія Байдачного.
У 1999 році повернувся в Луганськ, де познайомився з П. А. Пілавовим, який бажав створити футбольну команду. Їх «Еллада-Енергія» виступала в чемпіонаті області, а після її розформування практично весь колектив клубу перейшов у луганський «Шахтар». Луганські «гірники» стали переможцями аматорського чемпіонату України 2001 року і завоювали місце в другій лізі чемпіонату України. За підсумками дебютного сезону луганчани стали другими в своїй групі другої ліги, поступившись лише сусідам з «Зорі». З відходом В. І. Скубенка з посади директора шахтоуправління, «Шахтар» практично втратив фінансування. Лише завдяки підтримці директора ДП "Сєвєродонецька «ТЕЦ» Г. І. Дінейкіна команда змогла дограти друге коло чемпіонату. Після розформування «Шахтаря» багато його футболісти перейшли в команду Дінейкіна — сєверодонецьку «Молнію». Туди ж вирушив й Погребняк, який зайняв місце тренера-консультанта. «Молнія», як і луганський «Шахтар» за два роки до того, стала переможцем аматорського чемпіонату України, після чого заявилася у другу лігу. У другій лізі 2004/05 «Молнія» зайняла 4-е місце. На початку наступного сезону команда відмовилася від участі в чемпіонаті через нестачу фінансування. Після цього Юрій Погребняк покинув Сєвєродонецьк.
Влітку 2006 року був запрошений у дніпродзержинську «Сталь». Командою керував півроку. Зумів вивести команду в 1/4 фіналу Кубка України, вибивши на своєму шляху два клуби вищої ліги.
На початку грудня 2007 року Погребняк змінив Володимира Шеховцова на посаді тренера харківського «Геліоса». Під керівництвом Погребняка в першості України «сонячні» провели 41 матч (включаючи анульований з «Комунальником»), в яких здобули 13 перемог, 4 рази зіграли внічию і 24 рази програли. Після чергової поразки на своєму полі від «Кримтеплиці» (0:1) і падіння на передостаннє місце в турнірній таблиці першої ліги тренер покинув «Геліос» «за станом здоров'я».
У травні 2009 року Юрій Погребняк призначений на посаду віце-президента зі спортивної роботи луганської «Зорі».
Після нетривалої паузи пов'язаної з відходом із «Зорі», 6 жовтня 2009 року Погребняк був призначений спортивним директором футзального клубу ЛТК.